# Calotrophon andrewsi
Calotrophon andrewsi är en snäckart som beskrevs av Vokes 1976. Calotrophon andrewsi ingår i släktet Calotrophon och familjen purpursnäckor. Inga underarter finns listade i Catalogue of Life.